# Johann von Hoffinger
Johann Baptist Georg Karl Julius Hoffinger, seit 1840 Ritter von Hoffinger, (häufig auch Johann Baptist von Hoffinger; * 30. Juli 1825 in Wien; † 7. April 1879 ebenda) war ein österreichischer Publizist.

## Leben und Bedeutung
Johann von Hoffinger war der Sohn des 1840 geadelten Regierungsrates Karl Konstantin Hoffinger. Er wurde im Benediktinerstift Kremsmünster erzogen und studierte anschließend an der Universität Wien, wo er 1845 zum Dr. phil. und 1859 zum Dr. jur. promovierte. Seit 1847 befand er sich im Staatsdienst, wo er es im Polizeiministerium bis zum Ministerialsekretär brachte.
1851 heiratete er seine Cousine Anna, die nach dem Tod ihres Vaters Johann Baptist Hoffmann 1856 das Schloss und die Herrschaft Altmannsdorf bei Wien erbte. Damit war Johann von Hoffinger nun Schlossherr und betätigte sich in dieser Eigenschaft als Wohltäter für die arme Bevölkerung Altmannsdorfs, spendete für die Pfarrkirche St. Oswald und stellte ein zur Herrschaft gehörendes Bauernhaus als Schulgebäude zur Verfügung. Hoffinger wohnte nur im Sommer in Schloss Altmannsdorf, die übrige Zeit bewohnte er eine Stadtwohnung auf der Freyung 6. Die Ehe mit seiner Cousine wurde als unglücklich bezeichnet.
Nach seinem Tod wurde Hoffinger auf dem Altmannsdorfer Friedhof bestattet. 1892 wurde die Hoffingergasse in Wien-Meidling nach ihm benannt. Seine Witwe verkaufte Schloss Altmannsdorf 1899.

## Bedeutung
Seit 1848 war Hoffinger auch publizistisch tätig. Von 1860 bis 1864 gab er die Allgemeine Literaturzeitung heraus. Er war Anhänger von Anton Günther, der großen Einfluss unter den Katholiken Wiens ausübte. In diesem Sinne setzte sich Hoffinger vehement für katholische Literatur und Wissenschaft ein. Er verfasste insgesamt 660 Aufsätze, darunter Loyalität zur Kirche (1852), Die Stellung der Katholiken zur Literatur (1853), Zur Wahrung der Ehre (1861) oder Die Arbeiterfrage in Österreich (1871). Außerdem erschienen 1865 bis 1869 seine patriotischen Nachrufe in der Österreichischen Ehrenhalle und bis zu seinem Tode arbeitete er an Helferts Österreichischer Geschichte für das Volk mit.
Hoffinger wurde als „feinsinniger Dichter und Schöngeist“ beschrieben und dessen Treue zur katholischen Kirche hervorgehoben.